# Куштелнік
Куштелнік (рум. Cuștelnic) — село у повіті Муреш в Румунії. Адміністративно підпорядковане місту Тирневені.
Село розташоване на відстані 253 км на північний захід від Бухареста, 29 км на південний захід від Тиргу-Муреша, 73 км на південний схід від Клуж-Напоки, 125 км на північний захід від Брашова.

## Населення
За даними перепису населення 2002 року у селі проживала 571 особа.
Національний склад населення села:
| Національність | Кількість осіб | Відсоток |
| -------------- | -------------- | -------- |
| румуни         | 498            | 87,2%    |
| угорці         | 40             | 7,0%     |
| цигани         | 32             | 5,6%     |

Рідною мовою назвали:
| Мова      | Кількість осіб | Відсоток |
| --------- | -------------- | -------- |
| румунська | 521            | 91,2%    |
| угорська  | 39             | 6,8%     |
| циганська | 10             | 1,8%     |